# Orciano Pisano
Orciano Pisano é uma comuna italiana da região da Toscana, província de Pisa, com cerca de 628 habitantes. Estende-se por uma área de 11 km², tendo uma densidade populacional de 57 hab/km². Faz fronteira com Collesalvetti (LI), Fauglia, Lorenzana, Rosignano Marittimo (LI), Santa Luce.

## Demografia
| Variação demográfica do município entre 1861 e 2011                               |
|                                                                                   |
| Fonte: Istituto Nazionale di Statistica (ISTAT) - Elaboração gráfica da Wikipedia |